# Cal Batlle (Vilafranca del Penedès)
Cal Batlle és un habitatge de Vilafranca del Penedès (Alt Penedès) protegit com a bé cultural d'interès local.
Es tracta d'un edifici entre mitgeres destinat a ús unifamiliar. L'immoble és de planta rectangular i es compon de planta baixa, pis i golfes. Consta de quatre crugies perpendiculars a la façana. La coberta és a dues vessants a diferent alçada i terrat posterior a la crugia lateral. Sobresurt una torratxa central de coberta plana amb claraboia i obertures laterals amb llinda situada sobre la caixa d'escala. L'escala principal és de dos trams.
Les parets de càrrega són de paredat comú i totxo. Els forjats són de biga de fusta i revoltó de rajola i/o de llata i rajola. A la crugia lateral de la planta baixa hi ha una galeria d'arcs apuntats i de mig punt. La coberta és de teula àrab sobre bigues i llates de fusta.
La façana principal es compon sobre eixos verticals. A la planta baixa s'han produït modificacions importants. S'ha mantingut un portal d'arc rebaixat flanquejat a la base per guarda-rodes. A la planta pis hi ha quatre balcons amb llinda emmarcats amb pedra. A les golfes hi ha quatres finestres horitzontals. El parament és llis i el coronament és amb ràfec i tortugada. La façana posterior té portes i balcons amb llinda emmarcats amb pedra.